# Vapenhandlarna från Isher
Vapenhandlarna från Isher är en science fiction-roman av den kanadensiske författaren A.E. van Vogt, som först publicerades av Greenberg år 1951. Romanen består av tre av Vogts tidigare noveller:
- "The Seesaw" (tidigare publicerad i Analog Science Fiction and Fact i juli 1941)
- "The Weapon Shop" (tidigare publicerad i Analog Science Fiction and Fact i december 1942)
- "The Weapon Shops of Isher" (tidigare publicerad i Wonder Stories i februari 1949)

Vapenhandlarna från Isher är den första delen av två i serien The Weapon Shops of Isher. Den andra delen, Väktarna från Isher, publicerades före den första delen (under 1947), men handlingen i den romanen äger rum cirka sju år efter handlingen i Vapenhandlarna från Isher. I Sverige publicerades romanen 1980 av Delta förlag, som en del av Delta science fiction, i översättning av Bo Johnson.

## Handling
År 4784 härskade Isherimperiet över universum och en härsklusten kejsarinna härskade över imperiet. Ingen stod henne eller imperiet emot – inget utom Vapenhandlarna som erbjöd imperiets medborgare vapen som ingen kunde motstå och vars butiker alla kunde besöka – utom de som var avlönade av imperiet. Tidpunkten för en slutgiltig konflikt mellan de båda maktgrupperna närmade sig – och kom i form av en man från den tjugonde århundradet, ett offer för en konflikt lika gammal som imperiet och som nu hotade att förinta både Isher och dess världar.